# Асоціація Британської Корпорації
Асоціація Британської Корпорації (інакше відома як АВС Телебачення Британії) була однією з ряду комерційних телевізійних компаній, встановлених в Сполученному Королівстві в 1950 році об'єднанням кінокомпаній задля захисту свого бізнесу, об'єднавшись із телебаченням, яке краще приймалося їхньою кіно-аудиторією. Тоді головною була Асоціація Британської Фото Корпорації (АВРС), який спочатку не хотіла брати участь у новій системі трансляції, але була змушена це зробити через Незалежну Телевізійну Владу (ІТА).

## Історія
Коли Кемслі-Віннік, один з консорціумів, що був нагороджений франшизою в новій Незалежній Телевізійній мережі в 1954 році розвалився, ІТА звернулася до АВРС, щоб вийти на порушника. Відповідно, Корпорація погодилася взяти на себе франшиз на трансляцію по суботах та неділях в Мідлендсі та на Півночі Англії. Погодившись зробити так, договір був підписаний 21 вересня 1955 року, за день до початку Незалежного Телебачення (ITV) в Лондоні.
Це надало новому АВС 5 місяців, щоб розпочати трансляцію в Мідлендсі, послуга починається 18 лютого 1956 року. Незабаром після цього, вони запрацюють і на Півночі — там вони почали трансляцію 5 травня 1956 року. Їм допомагали відмовитися від первісного підрядника; Келмсі-Віннік наказав більн 1 млн фунтів (еквівалент на сьогодні 23,4 млн фунтів) виробничого обладнання від виробника Пай, які вони продали АВС за значно зниженою ціною.

### Круглий Договір 1968 рік.
Структурні зміни в регіональному договорі означало, що АВС більше не має можливості на повторне подання заявки. Північний район (перейменований Ланкашир) став операцією сьомого дня, так само як і Мілдлендс. Існуючі буденні підрядники (відповідно Гранада та ATV) вважалися фаворитами. Отже, АВС представив два додатки: один для служби в Лондоні на вихідні, інший для семиденної роботи в Мідлендсі.
Очікувалося, що АВС буде нагороджена Лондонською ліценцією вихідного дня, але сила іншого застосування (з Лондонського Вихідного Телевізійного Консорціуму) відкидає це. Це призвело до ситуації, коли успішна компанія може бути закрита не зі своєї вини. Аби запобігти цьому, керівний орган ITV- Незалежний Орган Телебачення — замовив злиття існуючої компанії Лондонські будні Редіфьюжн з АВС, що мали контрольний пакет у новій операції.
Незважаючи на протести Редіфьюжн, дві компанії об'єднались у Телебачення Темзи. АВС припинила вихідні трансляції на Півночі та регіонах Мідлендса 28 липня 1968 року і відновила 30 липня в Лондонському регіоні.

## Студії
АВС керує трьома виробничими майданчиками та має офіс подальших продажів. Основні виробничі потужності були сформовані в колишній Ворнер Студії, розташованій в Теддінгтоні, Мідлсекс. Хоча за межами їх контрактної території, АВС керує Лондонською базою, адже багато виконавців не можуть виходити за межі столиці. Після злиття з Редіфьюжн їхній сайт став основною виробничою базою для нової компанії Телебачення Темзи.

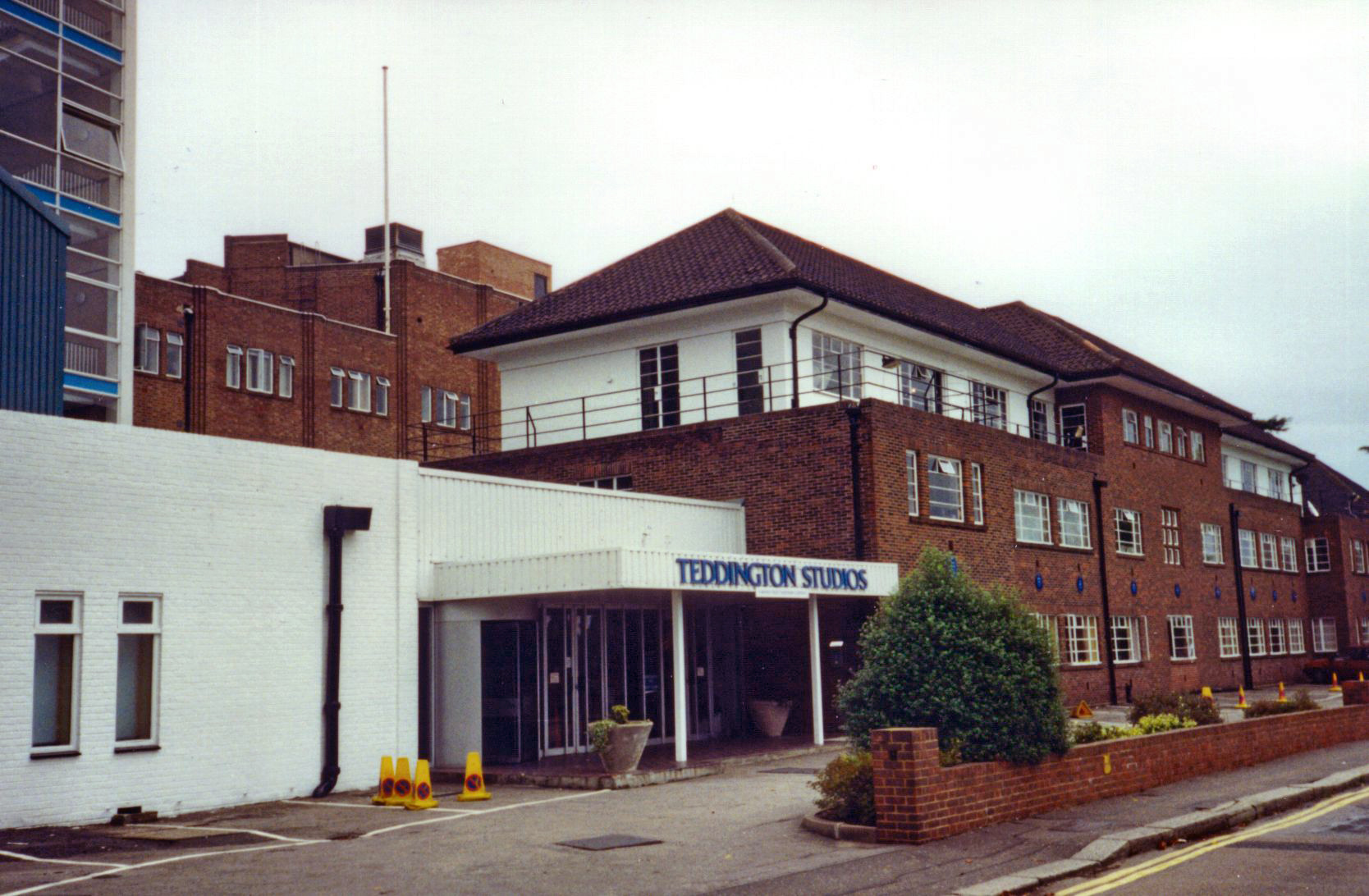
Телебачення Темзи та студія вихідного дня АВС у Теддінгтоні

В Мідлендсі вони створили спільне підприємство з тижневим ліцензованим ATV Мідлендсу, аби спостерігати за ходом виробничого процесу. Альфа Телебачення придбали колишній кінотеатр в Астоні, недалеко від Бірмінгема і розширив його будівництвом додаткових студій та офісних приміщень.
АВС працює у північній студії центру в Манчестері, а офіс продажів заснований в Будинку Телебачення в центрі міста. Виробнича база була переміщена з колишнього кінотеатру Капітолій в Дідсбрей. АВС звільнило приміщення в 1968 році. Для своєї попередньої знятої серії «Месники» (з 1965р), АВС користується коштами засновника компанії в Елстрі.

## Ідентичність
Коли АВС вперше вийшла в ефір, вони використовували брендинг їхньої дочірньої компанії АВС Кінотеатр. Ознака трикутного щита з буквами АВС на ній, крізь бар з написом Телебачення. Стадія запуску продовжувалася з 1956 року до 1958 р. ІТА піддав критиці оригінальний стиль презентації АВС, котрий занадто прив'язаним до існуючої АВС Кінотеатр.
В результаті, АВС створив новий бренд з трьома стрілками, що вказують на нижню частину екрану, щоб показати літери АВС, у свою чергу, залишаючи трикутник позаду та зверху букв. У 1964 року шрифт напису був трохи змінений шрифтом із зарубками.
В логотипі використовується поняття трійки, три трикутника роблять ще один трикутник, точки трикутника часто позначаються «А», «В», «С» в геометрії. Мелодія, яка була використана для всіх АВС, був вібрафон, гравший «Ла-Те-До» (або тонізуючу тріаду А-В-С). З цього погляду, Телебачення АВС зробили ефективну ідентичну корпорацію, ставши першим Британським Телебаченням, котре пізнало важливість корпоративного брендингу.
Сама компанія була названа «Обмежена Асоціація Британських Кінотеатрів» (Телебачення), проте для експорту деяких триваючих виробництв  Телебачення Темзи використовувалось ім'я Асоціація Британської Корпорації. Так, в ефірах протягом декількох місяців їх називали Британською Асоціацією, перш ніж вони стали АВС Телебаченням. Станція також отримала жартівливе прізвисько від Боба Монкхауса, а саме « Всі Ролики Криваві».
Лозунг станції з часом змінився. Спочатку це був «АВС — Асоціація Британської Корпорації в Північній Англії/Мідлендсі», згодом, в 1958 році, його змінили на «АВС, наш телевізор у вихідні», та його знову змінили у 1964 році на «АВС, твоє телебачення у вихідні на Півночі Англії/Мідлендсі».

## Програма
Мережеві програми від АВС включали в себе:
- серіал «Поліцейський Хірург», «Людські Джунглі», «Червоний Ковпак», «Месники»[2], «Крісло Театр — серія одиночних ігор»,
- мультфільм «Хабателс»,
- популярні шоу «Подякуй Своїй Щасливій Зірці» та «Хлопчик!»,
- дитячі фантастичні серіали «Смарагдовий суп», «Піщані драми», «Підірвати», «Каллан та Громадські Очі»(виробництво, яких продовжувалось на Темзі в 1968 році), «Ціль на Місяць» та її продовження: «Слідопити в просторі», «Слідопити на Марсі» та «Слідопити на Венері».